# Robert Jarjis
Robert Saeed Jarjis (* 23. Oktober 1973 in Bagdad, Irak) ist ein irakischer Geistlicher und chaldäisch-katholischer Bischof von Mar Addai of Toronto.

## Leben
Robert Jarjis erwarb an der Universität Bagdad ein Lizenziat und einen Master im Fach Veterinärmedizin. Anschließend trat er in das Priesterseminar von Bagdad ein und studierte Philosophie und Katholische Theologie am Babel College. Später setzte Jarjis seine Studien in Rom an der Päpstlichen Universität Urbaniana fort. 2001 erwarb Robert Jarjis am Päpstlichen Bibelinstitut ein Lizenziat im Fach Biblische Theologie. Er empfing am 27. April 2008 in Rom durch Papst Benedikt XVI. das Sakrament der Priesterweihe.
Anschließend kehrte Jarjis nach Bagdad zurück und war für sieben Jahre Pfarrer im Stadtteil al-Mansur. Danach wurde er Pfarrer der chaldäisch-katholischen Kathedrale in Bagdad und Mitarbeiter der Apostolischen Nuntiatur im Irak.
Die Synode der chaldäisch-katholischen Bischöfe wählte ihn zum Weihbischof im Patriarchat von Babylon. Papst Franziskus bestätigte seine Wahl zum Weihbischof im Patriarchat von Babylon am 22. Dezember 2018 und ernannte ihn zum Titularbischof von Arsamosata. Der Patriarch von Babylon, Louis Raphaël I. Kardinal Sako, spendete ihm am 18. Januar des folgenden Jahres die Bischofsweihe. Mitkonsekratoren waren der chaldäische Erzbischof von Diyarbakır, Ramzi Garmou, und der Bischof der chaldäisch-katholischen Eparchie Mar Addai of Toronto, Bawai Soro.
Am 11. September 2021 ernannte ihn Papst Franziskus zum Bischof von Mar Addai of Toronto. Die Amtseinführung fand am 14. Dezember desselben Jahres statt.